# 聖路易精神號
圣路易斯精神号（注册号：NX-211）是一款单引擎、单座的單翼機，查爾斯·林德伯格曾于1927 年5月20日至21日驾驶該飛機。當時他从纽约州長島起飛，並飛躍大西洋，最終抵達法国巴黎。這也是人類歷史上首次有人單獨駕駛飛機跨越大西洋。 聖路易精神號目前在美国国家航空航天博物馆主入口附近的一個畫廊中展出。